# ローディ
ローディ（伊: Lodi ( 音声ファイル)）は、イタリア共和国ロンバルディア州にある都市であり、その周辺地域を含む人口約45,000人の基礎自治体（コムーネ）。ローディ県の県都である。

## 地理

### 位置・広がり
ロンバルディア州の中南部に位置し、アッダ川に隣接する。

#### 隣接コムーネ
隣接するコムーネは以下の通り。括弧内のCRはクレモナ県所属を示す。
- ボッファローラ・ダッダ
- コルネリアーノ・ラウデンセ
- コルテ・パラージオ
- ドヴェーラ (CR)
- ローディ・ヴェッキオ
- モンタナーゾ・ロンバルド
- ピエーヴェ・フィッシラーガ
- サン・マルティーノ・イン・ストラーダ
- タヴァッツァーノ・コン・ヴィッラヴェスコ

### 地勢・地形
- 河川：アッダ川

### 気候分類・地震分類
気候分類では、zona E, 2592 GGに分類される。
また、イタリアの地震リスク階級 (it) では、zona 3 (sismicità bassa) に分類される。

## 歴史
- ローディは12世紀に建設され、ミラノ人に破壊されたローディ・ヴェッキオから来ている。
- 1454年にイタリアの五大国によるローディの和が結ばれた。
- 1796年5月10日、ローディの戦いでオーストリア軍に勝利したナポレオン・ボナパルトはミラノ入城を果たした。
- 18世紀以降、ローディは新しい農業会社(チーズ工場、酪農工場、乳業)の為に新たな鉄道の建設(1862年)など、大きな変化が起きた。

## 行政

### 分離集落
ローディには、以下の分離集落（フラツィオーネ）がある。
- Fontana, Olmo, Riolo, San Grato

## 姉妹都市
- コンスタンツ, ドイツ 1986-
- ローダイ, アメリカ合衆国 1987-
- オメーニャ, イタリア 1987-
- フォンテーヌブロー, フランス 2011-

## 人物

### 著名な出身者
- フランキヌス・ガッフリウス（英語版） - 15-16世紀の音楽理論家。
- ジュゼッピーナ・ストレッポーニ - 19世紀前半のソプラノ歌手。ジュゼッペ・ヴェルディの妻。
- アダ・ネグリ - 19-20世紀の詩人・作家。
- イータロ・ガリボルディ - 20世紀の軍人。
- カミッロ・ベルネリ（英語版） - 20世紀前半のアナキスト。
- エウジェニオ・カステロッティ - 1950年代のF1レーサー。
- ジャンピエロ・マリーニ - サッカー選手。
- アンドレア・ドッセーナ - サッカー選手。

### 司教
- マウリツィオ・マルヴェスティティ - 2014年8月26日任命。ベルガモ県フィラーゴ出身。